# Liste des oiseaux des Philippines
Ci-dessous est une liste non-exhaustive des oiseaux endémiques ou quasi-endémiques des Philippines.
| Nom                             | Famille        | Répartition                                         | Statut UICN | Image |
| ------------------------------- | -------------- | --------------------------------------------------- | ----------- | ----- |
| Aigle des Philippines           | Accipitridae   | nord                                                |             | -     |
| Aigle de Pinsker                | Accipitridae   | sud                                                 |             | -     |
| Arachnothère à face nue         | Nectariniidae  | répandu                                             |             |       |
| Arachnothère flammé             | Nectariniidae  | sud                                                 |             |       |
| Bécasse du Bukidnon             | Scolopacidae   | Luçon et Mindanao                                   |             | -     |
| Bouvreuil des Philippines       | Fringillidae   | Forêts pluviales de Luçon (en) et Mindanao          |             |       |
| Brachyptère des Philippines     | Muscicapidae   | répandu                                             |             |       |
| Brève de Steere                 | Pittidae       | sud                                                 |             |       |
| Bulbul à lunettes jaunes        | Pycnonotidae   | répandu                                             |             |       |
| Bulbul des Philippines          | Pycnonotidae   | répandu                                             |             |       |
| Bulbul de Sharpe                | Pycnonotidae   | Forêts pluviales de Palawan                         |             |       |
| Cacatoès des Philippines        | Cacatuidae     | Palawan et Siargao                                  |             |       |
| Calao de Manille                | Bucerotidae    | nord                                                |             |       |
| Calao de Mindanao               | Bucerotidae    | Mindanao, îles Dinagat et Basilan                   |             |       |
| Calao de Mindoro                | Bucerotidae    | Forêts pluviales de Mindoro                         |             |       |
| Calao de Samar                  | Bucerotidae    | Samar, Leyte, Calicoan et Bohol                     |             |       |
| Calao tarictic                  | Bucerotidae    | ouest                                               |             |       |
| Canard des Philippines          | Anatidae       | répandu                                             |             |       |
| Carpophage charlotte            | Columbidae     | répandu                                             |             |       |
| Carpophage à ventre rose        | Columbidae     | répandu                                             |             |       |
| Colombar des Philippines        | Columbidae     | répandu                                             |             |       |
| Coryllis des Philippines        | Psittacidae    | répandu                                             |             |       |
| Coucal à face noire             | Cuculidae      | sud                                                 |             |       |
| Coucal vert                     | Cuculidae      | répandu                                             |             | -     |
| Coucou velouté                  | Cuculidae      | répandu                                             |             |       |
| Couturière à calotte rousse     | Cettidae       | Visayas occidentales                                |             |       |
| Couturière à capuchon           | Cettidae       | Mindanao                                            |             |       |
| Couturière à front roux         | Cettidae       | sud/est                                             |             | -     |
| Couturière de Luçon             | Cettidae       | Luçon, Catanduanes et Palawan                       |             |       |
| Couturière d'Ogilvie-Grant      | Cettidae       | Luçon                                               |             | -     |
| Couturière oreillarde           | Cettidae       | Mindanao (péninsule de Zamboanga) et Basilan        |             | -     |
| Couturière de Samar             | Cettidae       | Visayas orientales                                  |             | -     |
| Couturière à tête noire         | Cettidae       | Mindanao (est) Siargao, Dinagat et Bucas Grande     |             |       |
| Diamant de Luçon                | Estrildidae    | nord                                                |             |       |
| Diamant de Mindanao             | Estrildidae    | Mindanao                                            |             |       |
| Dicée bicolore                  | Dicaeidae      | répandu                                             |             |       |
| Dicée à calotte olive           | Dicaeidae      | Mindanao (zones élevées)                            |             |       |
| Dicée couronné                  | Dicaeidae      | répandu                                             |             |       |
| Dicée olive                     | Dicaeidae      | répandu                                             |             |       |
| Dicée des Philippines           | Dicaeidae      | répandu                                             |             |       |
| Dicée à poitrine grise          | Dicaeidae      | Mindanao (zones élevées)                            |             |       |
| Dicée pygmée                    | Dicaeidae      | répandu                                             |             |       |
| Drongo balicassio               | Dicruridae     | centre/nord                                         |             |       |
| Échenilleur à ailes blanches    | Campephagidae  | Visayas occidentales                                |             |       |
| Échenilleur de McGregor         | Campephagidae  | Mindanao                                            |             |       |
| Échenilleur à menton noir       | Campephagidae  | répandu (aire dissoute)                             |             |       |
| Échenilleur noir                | Campephagidae  | nord                                                |             |       |
| Échenilleur noir et blanc       | Campephagidae  | répandu                                             |             |       |
| Engoulevent des Philippines     | Caprimulgidae  | répandu                                             |             |       |
| Gallicolombe de Bartlett        | Columbidae     | sud (aire dissoute)                                 |             |       |
| Gallicolombe de Mindoro         | Columbidae     | Forêts pluviales de Mindoro                         |             | -     |
| Gallicolombe de Negros          | Columbidae     | Forêts pluviales de Negros et Panay                 |             |       |
| Gallicolombe poignardée         | Columbidae     | Luçon et Polillo                                    |             |       |
| Gallicolombe de Tawi-Tawi       | Columbidae     | Tawi-Tawi                                           |             |       |
| Gobemouche de Balabac           | Muscicapidae   | Forêts pluviales de Palawan                         |             |       |
| Gobemouche à poitrine bleue     | Muscicapidae   | Luçon                                               |             | -     |
| Gobemouche à poitrine grise     | Muscicapidae   | Luçon et Negros                                     |             |       |
| Goulin gris                     | Sturnidae      | répandu                                             |             |       |
| Grive cendrée                   | Turdidae       | nord                                                |             |       |
| Guaiabero lunulé                | Psittaculidae  | répandu                                             |             |       |
| Irène de Tweeddale              | Irenidae       | Forêts pluviales de Palawan                         |             | -     |
| Irène à ventre bleu             | Irenidae       | répandu                                             |             |       |
| Loriot des Philippines          | Oriolidae      | sud                                                 |             |       |
| Martin-chasseur de Hombron      | Alcedinidae    | Mindanao                                            |             |       |
| Martin-chasseur tacheté         | Alcedinidae    | centre/nord                                         |             |       |
| Martin-chasseur de Winchell     | Alcedinidae    | centre/sud                                          |             |       |
| Martin-pêcheur flamboyant       | Alcedinidae    | répandu                                             |             |       |
| Martin-pêcheur à poitrine bleue | Alcedinidae    | nord                                                |             |       |
| Martinet des Philippines        | Apodidae       | centre/sud                                          |             |       |
| Mégapode des Philippines        | Megapodiidae   | répandu                                             |             |       |
| Mésange élégante                | Paridae        | répandu                                             |             |       |
| Mésange de Palawan              | Paridae        | Palawan                                             |             | -     |
| Ninoxe de Cebu                  | Strigidae      | Cebu                                                |             |       |
| Ninoxe de Mindanao              | Strigidae      | Mindanao, Basilan, Dinagat, Siargao et Bucas Grande |             |       |
| Ninoxe de Mindoro               | Strigidae      | Mindoro                                             |             | -     |
| Ninoxe des Philippines          | Strigidae      | centre/nord                                         |             |       |
| Ninoxe du Romblon               | Strigidae      | Tablas et Sibuyan                                   |             |       |
| Ninoxe des Sulu                 | Strigidae      | archipel de Sulu                                    |             |       |
| Palette à couronne bleue        | Psittaculidae  | centre/sud                                          |             | -     |
| Palette de Mindanao             | Psittaculidae  | Mindanao                                            |             |       |
| Palette de Mindoro              | Psittaculidae  | Forêts pluviales de Mindoro                         |             |       |
| Palette momot                   | Psittaculidae  | Forêts pluviales de Luçon                           |             |       |
| Palette de Palawan              | Psittaculidae  | Forêts pluviales de Palawan                         |             |       |
| Palette des Sulu                | Psittaculidae  | Forêts pluviales de l'archipel de Sulu              |             | -     |
| Palette verte                   | Psittaculidae  | Forêts pluviales de Luçon                           |             |       |
| Perruche d'Everett              | Psittaculidae  | centre/nord                                         |             |       |
| Perruche de Luçon               | Psittaculidae  | centre/nord                                         |             |       |
| Pic en deuil                    | Picidae        | nord                                                |             |       |
| Pic fuligineux                  | Picidae        | sud                                                 |             | -     |
| Pic des Philippines             | Picidae        | répandu                                             |             |       |
| Pic de Ramsay                   | Picidae        | Forêts pluviales de l'archipel de Sulu              |             | -     |
| Pie-grièche des Philippines     | Laniidae       | Forêts de Luçon, Mindoro et Mindanao                |             |       |
| Pithécophage des Philippines    | Accipitridae   | répandu                                             |             |       |
| Podarge des Philippines         | Podargidae     | répandu                                             |             |       |
| Pouillot de Moseley             | Phylloscopidae | répandu                                             |             |       |
| Pouillot des Philippines        | Phylloscopidae | sud                                                 |             |       |
| Ptilope batilde                 | Columbidae     | répandu                                             |             |       |
| Ptilope de Marche               | Columbidae     | Forêts pluviales de Luçon                           |             |       |
| Ptilope de Merrill              | Columbidae     | Luçon, Polillo et Catanduanes                       |             |       |
| Ptilope de Leclancher           | Columbidae     | répandu                                             |             |       |
| Râle des Philippines            | Rallidae       | répandu                                             |             |       |
| Rhipidure bleu                  | Rhipiduridae   | Mindanao et Basilan                                 |             |       |
| Rhipidure des Philippines       | Rhipiduridae   | répandu                                             |             |       |
| Rhipidure de Samar              | Rhipiduridae   | Visayas orientales                                  |             |       |
| Rhipidure de Tablas             | Rhipiduridae   | Tablas                                              |             |       |
| Rhipidure à tête bleue          | Rhipiduridae   | Luçon et Catanduanes                                |             |       |
| Rhipidure des Visayas           | Rhipiduridae   | Visayas occidentales                                |             |       |
| Salangane des crêtes            | Apodidae       | nord                                                |             | -     |
| Salangane grise                 | Apodidae       | répandu                                             |             | -     |
| Salangane de Mearns             | Apodidae       | répandu                                             |             | -     |
| Salangane des Philippines       | Apodidae       | répandu                                             |             |       |
| Salangane pygmée                | Apodidae       | répandu                                             |             | -     |
| Salangane de Whitehead          | Apodidae       | répandu                                             |             | -     |
| Shama des Philippines           | Muscicapdidae  | répandu                                             |             |       |
| Siffleur à dos vert             | Phylloscopidae | nord                                                |             |       |
| Siffleur des Philippines        | Phylloscopidae | répandu                                             |             |       |
| Sittelle des Philippines        | Sittidae       | répandu                                             |             |       |
| Souimanga de Bolton             | Nectariniidae  | Mindanao (zones élevées)                            |             |       |
| Souimanga flamboyant            | Nectariniidae  | Luçon et Catanduanes                                |             |       |
| Souimanga de Hachisuka          | Nectariniidae  | Mindanao                                            |             |       |
| Souimanga de Lina               | Nectariniidae  | Mindanao                                            |             |       |
| Souimanga magnifique            | Nectariniidae  | Visayas occidentales                                |             |       |
| Souimanga montagnard            | Nectariniidae  | répandu                                             |             |       |
| Souimanga oreillard             | Nectariniidae  | répandu                                             |             |       |
| Souimanga de Palawan            | Nectariniidae  | Forêts pluviales de Palawan                         |             | -     |
| Souimanga de Steere             | Nectariniidae  | Visayas occidentales                                |             |       |
| Tchitrec céleste                | Monarchidae    | répandu                                             |             |       |
| Tchitrec d'Hélène               | Monarchidae    | répandu                                             |             |       |
| Tchitrec de Palawan             | Monarchidae    | Forêts pluviales de Palawan                         |             |       |
| Tchitrec roux                   | Monarchidae    | sud                                                 |             |       |
| Timalie de Negros               | Zosteropidae   | Negros                                              |             |       |
| Timalie de Palawan              | Zosteropidae   | Palawan (centre)                                    |             |       |
| Timalie à raies larges          | Zosteropidae   | Panay                                               |             | -     |
| Timalie striée                  | Zosteropidae   | Luçon (est)                                         |             |       |
| Timalie de Whitehead            | Zosteropidae   | Luçon (zones élevées)                               |             |       |
| Tourterelle des Philippines     | Columbidae     | répandu                                             |             |       |
| Trogon des Philippines          | Trogonidae     | répandu                                             |             |       |
| Verdin à ailes jaunes           | Chloropseidae  | Samar et Mindanao                                   |             |       |
| Verdin de Palawan               | Chloropseidae  | Forêts pluviales de Palawan                         |             |       |
| Zostérops jaunâtre              | Zosteropidae   | centre/nord                                         |             |       |
| Zostérops des Philippines       | Zosteropidae   | centre/nord                                         |             |       |